# Glasuri în desișuri
Glasuri în desișuri este un film românesc din 1988 regizat de Ion Bostan.